# 冯翔 (北川)
冯翔（1976年9月19日—2009年4月20日），中國四川北川县禹里乡人。其8岁的儿子在2008年发生的汶川大地震中遇难，而其本人则仍在抗震救灾中做出突出贡献，灾后任中共北川羌族自治县县委宣传部副部长。2009年4月20日在家中自缢身亡，年33岁，此事引发了中国社会对地震灾区民众尤其是灾区干部的心理健康问题的高度关注。他也是继2008年10月北川农办主任董玉飞之后，灾区第二例自杀身亡的官员。

## 生平
冯翔曾是坝底乡小学的教导主任，后任职于绵阳日报驻北川记者站。2008年5月12日，四川发生了里氏8级的汶川大地震，地震造成的死亡人数近7万人。北川县是此次地震中的重灾区，县城完全被毁。在此次地震中，冯翔共有8位亲人遇难，其中包括他7岁的儿子冯瀚墨。而其本人在悲痛之下仍全力投入到救灾工作之中，灾后被破格提拔为中共北川羌族自治县县委宣传部副部长，承担中外媒体的接待与陪同任务。2009年4月20日凌晨，他在博客上留下《我只告诉您三点》和《很多假如》两篇文章后，在位于绵阳的家中自缢身亡。

## 自杀原因与事件影响
目前其自杀原因仍不详。但各大媒体指出，冯翔在丧失亲人后，每天仍面对跟灾情相关的繁重工作，心理压力很重，其本人也曾表示过“压力非常大”。另外，其临终博文中的“不要逼我……不要让我无路可走”字句也引发人们对其死因的猜测。
无论如何，冯翔自杀事件一经报道，迅速引起中国社会的高度关注，各大媒体都连续报道与分析，而其临终博文上的评论在两天之内就达到数万条，不被注目的灾后重建工作重新成为媒体和网络的焦点。媒体普遍认为，此事显示出灾后重建工作尤其是心理救援工作仍然十分艰巨，应制定震区长期心理援助计划，及时疏导灾区民众的心理压力，树立其面对生活的信心。

## 最后影像
自杀前不久，曾接受NHK的采访，纪录片《四川大地震：被封印的瞬间》，成为他在世时的最后影像。

### 相關報道
- 北川县委宣传部副部长冯翔自缢身亡（页面存档备份，存于），新浪网转自金羊网-羊城晚报，2009年4月21日，于2009年4月21日查阅
- 冯翔：春节再难过也得过（页面存档备份，存于），凤凰网转自大众网，2009年4月20日，于2009年4月21日查阅
- 北川县委宣传部副部长自缢续：他曾是热爱生活的人（页面存档备份，存于），凤凰网转自齐鲁晚报，2009年4月21日，于2009年4月21日查阅
- 灾后生命的重建“任重而道远”（页面存档备份，存于），新浪网转自半岛都市报，2009年4月21日，于2009年4月21日查阅
- 震区心理援助计划亟待出台[永久]，北青网，2009年4月21日，于2009年4月21日查阅
- 拿什么拯救你 我的北川！，央视网，新闻1+1，2009年4月21日，于2009年4月22日查阅
- 北川副部长自缢事件反思：需要永久式心理救援（页面存档备份，存于），新浪网，新闻1+1文字版，2009年4月22日，2009年4月22日查阅